# 花葬
「花葬」是L'Arc〜en〜Ciel的第11張單曲。1998年7月8日發行。

## 簡介
和「HONEY」「浸食 〜lose control〜」同一天發行，以致在公信榜的最高名次僅第四(超過五十萬張的銷量至今都是公信榜第四名的最高紀錄)，但最後銷量卻超突破一百萬張，是繼「HONEY」之後的第二張百萬單曲。
原本是要當作「HONEY」的B面曲，但最後決定發行單曲，唱片封面風格和「HONEY」有點像。拍攝MV時，hyde把眉毛全部剃掉以增加陰森感。

## 收錄曲
1. 花葬
間奏的英文朗讀的歌詞是由ken所寫的。

## 收錄專輯
原創專輯
- 『ray』

精選輯
- 『The Best of L'Arc〜en〜Ciel 1998-2000』
- 『QUADRINITY 〜MEMBER'S BEST SELECTIONS〜』
- 『TWENITY 1997-1999』